# Harald Halvorsen (ginnasta)
Harald Halvorsen (Østre Aker, 16 novembre 1878 – Oslo, 11 agosto 1965) è stato un ginnasta norvegese.

## Palmarès

### Olimpiadi
- Argento a Londra 1908 nel concorso a squadre.

### Olimpiadi intermedie
- Oro a Atene 1906 nel concorso a squadre.